# Franco Cassano (musicien)
Pour les articles homonymes, voir Franco Cassano et Cassano.
Franco Cassano (né le 29 mai 1922 à San Severo et mort le 29 décembre 2016 à Milan) est un pianiste, compositeur, arrangeur et chef d'orchestre italien.